# 麗江軌道交通
麗江軌道交通（れいこうきどうこうつう、中文表記: 丽江轨道交通、英文表記: Lijiang Rail Transit）は中華人民共和国雲南省麗江市の都市軌道交通システムである。

## 概要
麗江軌道交通は、中国雲南省麗江市を拠点とする都市鉄道交通システムである。その最初の路線である麗江雪山観光鉄道が 2025年2月12日に正式に開業した。
2025年2月現在、麗江軌道交通には1本の地下鉄路線（麗江雪山観光鉄道）があり、営業距離は 20.8キロメートル、駅は合計5か所ある。
2021年12月まで、麗江軌道交通では麗江軌道交通2号線が着工待ちである。

## 沿革
2025年2月12日に麗江雪山観光鉄道(1号線)が開業。

## 運営中の路線
| 色 | 路線名 | 営業区間           | 駅数 | 営業キロ | 開通日         | 編成両数 | 車両製造所   |  |
| -- | ------ | ------------------ | ---- | -------- | -------------- | -------- | ------------ |  |
|    | 1号線  | 遊客中心- 玉龍雪山 | 5駅  | 20.8km   | 2025年02月12日 | 3両      | 中車株洲機車 |  |

## 計画中の路線
| 色 | 路線名 | 工事名 | 区間                  | キロ程 | 駅数 |
| -- | ------ | ------ | --------------------- | ------ | ---- |
|    | 2号線  | 本線   | 麗江火車站 - 遊客中心 | 47km   | 22駅 |
|    | 3号線  | 本線   | 遊客中心 - 三義機場   | km     | 駅   |